# Поморска битка код Казабланке
Поморска битка код Казабланке била је серија поморских битака између америчких бродова који су штитили инвазију северне Африке (Операција Бакља) и бродова Вишијске Француске који су бранили неутралност Француског Марока у складу са Другим примирјем у Компјењу током Другог светског рата. Последње фазе борбе састојале су се од операција немачких подморница које су стигле до попришта истог дана када су се француске снаге предале.
Савезничка команда је претпостављала да би чисто америчка флота одређена да заузме луку Казабланка на Атлантику могла бити дочекана као ослободилац. Инвазиона флота од 102 америчка брода са 35.000 америчких војника пришла је обали Марока неоткривена под окриљем мрака. Француски браниоци протумачили су прве контакте као диверзију за главни десант у Алжиру; а Немци су протумачили предају 6 мароканских дивизија малом одреду командоса као отворен прекршај обавеза Француске да брани неутралност Марока по уговору о примирју од 22. јуна 1940. Серија непредвиђених реакција у атмосфери неповерења и тајности проузроковала је губитак четири америчка транспортна брода и смрт 462 људи на 24 француска брода који су се супротставили инвазији.

## Позадина
Мароко је у време Другог светског рата био протекторат Француске. Француска влада у Вишију предала се Немачкој након битке за Француску, потписавши примирје са нацистичком Немачком. Генерал Шарл де Гол предводио је француске снаге против предаје и Владе у Вишију, настављајући рат на страни Велике Британије и савезника. Вишијевски режим, који је контролисао Мароко, био је званично неутралан, али практично је примирје обавезало Виши да се супротстави сваком покушају заузимања француске територије или опреме за употребу против Немачке. Британске снаге напале су француске код Мерс-ел-Кебира због одбијања да се предају њима или да се придруже савезницима, што је довело до много озлојеђености између Француске и Британије. Влада САД је раније признала Вишијевски режим као легитимну власт. Војно планирање за операцију Бакља 1942. нагласило је америчке трупе у почетним снагама за искрцавање на основу процена обавештајних података да ће Американци наићи на мање снажан отпор од британских војника.

### Америчке снаге
Конвој са трупама УГФ 1 напустио је залив Чиспик 23. октобра 1942. године, а 26. октобра је придружила му се флота бојнних бродова и крстарица из залива Каско, а 28. октобра и носачи авиона USS Ranger, Sangamon, Suwannee, Chenango, и Santee са Бермудских острва. Ове бродове штитило је 38 разарача. Здружена оперативна група 34 (ТФ 34) обухватала је 102 брода за инвазију у Мароко под командом адмирала Хенрија Кент Хјуита на тешкој крстарици USS Augusta. Док је ТФ 34 пловио, британска подморница ХМС Сераф искрцала је генерал-мајора Марка В. Кларка у близини Алжира да се састане са про-америчким француским официрима стационираним у Алжиру. Французи су дали информације о одбрамбеним уређајима; али Американци им нису дали критичне податке о времену инвазије и расподели снага. Ниједна информација није пружена кључним француским заповедницима, укључујући врховног команданта оружаних снага адмирала Франсоа Дарлана, генералног команданта Северне Африке Алфонса Јуина или генералног гувернера Марока Шарла Ногеа.

### Француске снаге
Године 1942. Казабланка је била главна лука на Атлантику под контролом вишијевског режима (целу француску атлантску обалу је окупирала Немачка од 1940. године) и најважнија поморска база под контролом Вишија након Тулона. Морнарички артиљерци су руководили обалном артиљеријом Ел Ханк са четири топа од 194 мм (7,6 инча) и четири топа од 138 мм (5,4 инча). Једна топовска кула са четири 380-милиметарска топа у модерном бојном броду Жан Барт била је оперативна, иако је бојни брод остао недовршен, након бекства из бродоградилишта Сен Назер током немачке инвазије 1940. године. Један лаки крсташ, два тешка разарача, 7 разарача (два су већ била оштећена сударима), осам корвета, 11 миноловаца и 11 подморница били су у луци 8. новембра ујутро.
Већина Француза на састанку са генералом Кларком пре инвазије били су војни официри. Ниједан контакт пре инвазије није документован са адмиралом Мишељеом, који је командовао поморским снагама одговорним за одбрану Касабланке. Адмирал Мишеље није био у пријатељству са северноафричким официрима у контакту са Американцима, пошто је био члан Комисије за примирје док није преузео своју функцију у Казабланци мање од месец дана пре инвазије.

## Увод
Француски браниоци су стављени у стање узбуне када су алжирски инвазиони конвоји откривени како пролазе кроз Гибралтарски мореуз. Одредиште је било непознато, а ТФ 34 је остао неоткривен, јер је 7. новембра подељен на три групе. Скривена мраком, северна група (шест транспортних бродова и два теретна брода у пратњи бојног брода USS Texas, лака крстарица USS Savannah и шест разарача) спремала се да искрца 9.000 војника 60. пешадијског пука ојачаног са 65 лаких тенкова како би заузели аеродром код Кенитре; јужна група (четири транспорта и два теретна брода у пратњи бојног брода USS New York, лака крстарица USS Philadelphia и шест разарача) спремала се да искрца 6,500 војника 47. пешадијског пука ојачаног са 65 средњих и лаких тенкова код луке Сафи да обезбеде јужни прилаз Казабланки, док је централна група била спремна да искрца окупационе снаге Казабланке од 19.500 војника треће пешадијске дивизије ојачане са 79 лаких тенкова близу Федале 24 km (15 mi) североисточно од Казабланке.Морнаричке обалне одбрамбене батерије штитиле су оба краја плаже Федала са четири топа од 138 мм (5,4 инча) на Понт Блондину  на истоку и три топа од 100 мм (3,9 инча) и два 75 мм (3 инча) топа у Федали, на месту где се налази западни крај плаже.

## Битка

### 8. новембар
Централна група транспортних бродова, USS William P. Biddle, Leonard Wood,  Joseph T. Dickman, Tasker H. Bliss, Hugh L. Scott, Joseph Hewes, Edward Rutledge, Charles Carroll, Thomas Jefferson, Ancon, Elizabeth C. Stanton, Thurston, Arcturus, Procyon, и Oberon, усидрили су се 13 км од Федале у поноћ. Натоварени десантни чамци кренули су у 06:00. Одбрамбене батерије Понт Блондин биле су упозорене буком мотора десантних чамаца и осветиле су прилазе плажама рефлекторима, али су рефлектори угашени када су бродови за подршку отворили ватру из митраљеза. Разарач Wilkes и извиђачки чамац задужен за обележавање плаже се померио са положаја док је маневрисао како би избегао неидентификован брод оцењен као потенцијално непријатељски; и десантни чамци налетели су на стене у пуним брзинама, уместо да стигну до планиране плаже. Двадесет један од 32 десантна чамца са брода Leonard Wood било је уништено. Осам преживелих пловила било је разбијено огромним таласима мало касније. 3.500 америчких војника је било на обали до зоре; али рана јутарња магла скривала је величину инвазионе силе. Обална одбрамбена батерија код Федале отворила је ватру на десантне чамце кратко након 07:00. У 07:20, адмирал Хјуит овластио је четири америчка разарача који су штитили десант да отворе ватру на француске копнене батерије. Француски артиљерци оштетили су разараче USS Ludlow и Murphy, и у 07:25 разараче су бранили тежи топови крсташа Augusta и Brooklyn који су штитили транспорте. Ludlow и Wilkes ућуткали су батерију Понт Блондин, док је Augusta ућуткала батерију Федала. Murphy, Wainwright, и остали амерички бродови напали су два француска авиона непосредно пре 07:00, 8. новембра, и на крају их отерали.

Француске подморнице Amazone, Antiope, Méduse, Orphée и La Sybille испловиле су на одбрамбене положаје у 07:00. At 07:50, Француски ловци подигли су се да пресретну бомбардере са носача Ranger и Suwanee. Француски ловци нападнути су ловцима са носача Ranger у двобоју који је оборио 7 француских и 4 или 5 Америчких авиона. Бомбе су засуле луку Казабланка у 08:04. Десет цивилних трговачких и путничких бродова је потопљено, и француске подморнице Amphitrite, Oréade, и La Psyché уништене су на везу пре него што су стигле да зароне. Америчка заштитни бродови USS Massachusetts, USS Wichita и USS Tuscaloosa под заштитом разарача USS Mayrant, Rhind, Wainwright, и Jenkins пришли су обали и топови бојног брода Massachusetts' од 400 мм су се придружили бомбардовању. Батерија El Hank је приметила паљбу са заштитне флоте и погодила Massachusetts својим првим плотуном. Исправна купола на недовршеном бојном броду Jean Bart такође је отворила ватру, на коју је узвратио Massachusetts. Jean Bart је испалио само 7 метака пре него што му је пети плотун са брода Massachusetts заглавио ротирајући механизам на јединој куполи. Massachusetts-ови тешки пројектили од 400 мм направили су знатну штету иако их је мало експлодирало пошто су имали фитиље произведене 1918. Заштитна флота је онда гађала El Hank батерију од 08:40 до 09:25.
Док се заштитна флота борила са батеријом Ел Ханк западно од Казабланке, седам бродова француске 2. лаке ескадре испловило је из луке Казабланка у 09:00 под заштитом димне завесе да нападне транспортне бродове код Федале на истоку. Француски разарач Milan испловио је са разарачима Fougueux и Boulonnais. У 09:20, Француска ескадра је митраљирана од ловаца са носача Ranger. Француски артиљерци потопили су један десантни чамац и погодили Ludlow. Milan се насукао оштећен ватром са бродова Wilkes, Wichita, и Tuscaloosa. Massachusetts, Wichitta i Tuscaloosa напали су француске разараче Fougueux у 10:00 и Boulonnais у 10:12. Fougueux је потонуо у 10:40. Француска лака крстарица Primauguet испловила је са тешким разарачем Albatros и разарачима Brestois и Frondeur}. Нападнута од бојног брода Massachusetts, француска флотила била је у неравноправној борби; Primauguet је био на обнови и не потпуно исправан, али је ипак узвратио паљбу. Француску флотилу су напали и Augusta и Brooklyn од 11:00 до 11:20. Albatros је насукан да избегне потапање. Преостали бродови вратили су се у луку Казабланке где је Primauguet насукан и изгорео, а два разарача су се преврнула. 45 чланова посаде је погинуло на броду Primauguet, а још преко 200 је рањено. Француска подморница Amazone промашила је Brooklyn салвом торпеда. La Sybille је нестала патролирајући између Казабланке и Федале, али узрок њеног уништења остаје нејасан. Преживеле француске подморнице Sidi-Ferruch и Le Conquerant испловиле су без торпеда да избегну уништење у луци. Le Tonnant је успео да утовари неколико торпеда пре поласка. Augusta је потопила Boulonnais у подне и једини још исправан француски разарач био је L'Alcyon.
Мање битна жртва овог окршаја био је чамац у коме је генерал Патон имао намеру да стигне до плаже од брода Аугуста. Чамац је био спуштен на конопцима у припреми за лансирање, када је ватра из цеви топова од 200 мм на крстарици разнела дно чамца, што је довело до губитка већине Патоновог пртљага.
Три мала француска војна брода изашла су из луке Казабланка рано поподне како би спасила морнаре из потопљеног разарача Fougueux, али су спасилачки бродови отерани ватром америчке силе. Француски авиони су бомбардовали и митраљирали плажу током целог дана, али су узроковали мало штете. Радници су поправили куполу Жан Барта до заласка сунца, а Ел Ханк батерија је остала оперативна. Скоро половина од 347 америчких авиона је уништена, а мање од 8.000 војника је искрцано. Пет француских подморница још је пратило инвазиону флоту.

### 9. новембар
У зору су плаже за искрцавање код Федале биле шибане таласима од 6 стопа (180 цм), који су значајно ометали истовар трупа. Четрдесет процената трупа је било искрцано са једва једним процентом својих залиха. Било је недостатака муниције и недовољно медицинских средстава за рањенике. Комуникације су се распале јер је радио опрема и даље била на бродовима. Напредовање ка Казабланци је заустављено, јер јединице на обали нису имале возила за одвожење залиха са плажа.

### 10. новембар
Француски миноловци Commandant Delage и La Gracieuse испловили су у 10:00 да отворе ватру на америчке трупе које су напредовале од Федале према предграђима Казабланке. Крстарица Augusta и разарачи USS Edison и USS Tillman прогонили су миноловце у луку Казабланке док их паљба са бојног брода Jean Bart није натерала на повлачење. 9 бомбардера са носача Ranger погодили су Jean Bart са 2 бомбе од 500 кг и потопиле га у 16:00. Jean Bart је потонуо у лучко блато, са палубама изнад воде. Француске подморнице Le Tonnant, Meduse и Antiope испалиле су торпеда без успеха на Ranger, Massachusetts и Tuscaloosa. Meduse је оштећена противнападом и насукана код рта Бланк.

### 11. новембар
Касабланка се предала 11. новембра, док је 11.000 тона (75%) залиха за нападаче остало на бродовима. Тог дана су немачке подморнице успеле да стигну до транспортних бродова пре него што су завршили истовар терета. Рано увече, U-173 је торпедовао разарач USS Hambleton, танкер USS Winooski и транспортер Joseph Hewes; око 100 људи је потонуло са бродом Joseph Hewes. У том тренутку, Bristol је опазио подморницу на површини и напао је својим топовима, а затим и дубинским минама, али се сматра да није потопио француску подморницу. Sidi Ferruch су потопили торпедни бомбардери са носача Suwanee 11. новембра.

### Последње борбе
Инвазиони транспорти су остали у њиховом импровизованом сидришту како би задржали луку Казабланка отворену за истоварање додатних трупа због очекиваног доласка конвоја УГФ-2,  док У-130—под Ернстом Калсом—није торпедовала транспортере Tasker H. Bliss, Hugh L. Scott, и Edward Rutledge увече 12. новембра, убивши још 74 америчка војника; и подстакла неоштећене бродове да напусте сидриште и врше маневре за избегавање на мору, све док нису успели да пристану иза лукобрана у Казабланци 13. новембра како би завршили истовар залиха. Од америчких бродова оштећених од стране подморничких торпеда 11. и 12. новембра, сва четири транспорта су потонула, али су танкер и разарач поправљени. Преживели транспорти напустили су Казабланку када је истоварање завршено 17. новембра. Француске подморнице Amazone и Antiope стигле су у Дакар, а Orphee се вратио у Казабланку након предаје града. Le Conquerant је потопљен 13. новембра од стране два VP-92 хидроавиона код Виља Циснероса. Le Tonnant је самопотопљен 15. новембра код Кадиза. U-173 су потопили код Казабланке амерички разарачи 16. новембра.

## Француска 2. лака ескадра
| Брод       | Тип            | Тонажа | Брзина     | Топови     | Торпеда | Напомене                                              |
| ---------- | -------------- | ------ | ---------- | ---------- | ------- | ----------------------------------------------------- |
| Primauguet | лака крстарица | 7.249  | 33 чвора   | 8 × 155 mm | 12      | Насукана и изгорела, потпуно уништена                 |
| Albatros   | разарач        | 2.441  | 36 чворова | 5 × 138 mm | 6       | Насукан да избегне потапање                           |
| Milan      | разарач        | 2.441  | 36 чворова | 5 × 138 mm | 6       | Насукан да избегне потапање                           |
| Boulonnais | разарач        | 1.378  | 33 чвора   | 4 × 130 mm | 6       | Потопио га USS Augusta                                |
| Brestois   | разарач        | 1.378  | 33 чвора   | 4 × 130 mm | 6       | Преврнуо се                                           |
| Fougueux   | разарач        | 1.378  | 33 чвора   | 4 × 130 mm | 6       | Потопљен ватром топова од 400 мм са USS Massachusetts |
| Frondeur   | разарач        | 1.378  | 33 чвора   | 4 × 130 mm | 6       | Преврнуо се                                           |
| L'Alcyon   | разарач        | 1.378  | 33 чвора   | 4 × 130 mm | 6       | није учествовао у испаду                              |
| Simoun     | разарач        | 1.319  | 33 чвора   | 4 × 130 mm | 6       | на оправци – није учествовао у испаду                 |
| Tempête    | разарач        | 1.319  | 33 чвора   | 4 × 130 mm | 6       | на оправци – није учествовао у испаду                 |

## Америчка заштитна флота
| Брод              | Тип                   | Тонажа | Брзина     | Топови                 | Торпедо | Напомена |
| ----------------- | --------------------- | ------ | ---------- | ---------------------- | ------- | --- |
| USS Massachusetts | бојни брод            | 35.000 | 28 чворова | 9 × 400 мм 20 × 130 мм | none    | Савладао и потопио Jean Bart у топовском двобоју, потопио плутајући суви док и 7 трговачких бродова у луци. Напао француску 2. лаку ескадру, потопио бар један разарач, помогао у борби против лаке крстарице и других разарача. |
| USS Wichita       | тешка крстарица       | 10.000 | 34 чвора   | 9 × 200 мм 8 × 130 мм  | нема    | Напао и помогао потапање више разарача, оштећен од обалске батерије (14 мртвих) |
| USS Tuscaloosa    | тешка крстарица       | 9.975  | 32 чвора   | 9 × 200 мм 8 × 130 мм  | none    | Напао и помогао потапање више разарача |
| USS Mayrant       | разарач               | 1.500  | 36 чворова | 4 × 130 мм             | 16      | |
| USS Rhind         | разарач               | 1.500  | 36 чворова | 4 × 130 мм             | 16      | |
| USS Wainwright    | разарач               | 1.570  | 38 чворова | 5 × 130 мм             | 12      | |
| USS Jenkins       | разарач               | 2.050  | 37 чворова | 5 × 130 мм             | 10      | |
| USS Augusta       | крстарица             | 9.050  | 32 чвора   | 9 × 200 мм 8 × 130 мм  | нема    | оперисао независно као заповеднички брод Групе 34 |
| USS Brooklyn      | крстарица             | 9.700  | 33 чвора   | 15 × 150 мм 8 × 130 мм | (нема)  | додељен као пратња централној групи транспортера напао 2. лаку ескадру |
| USS Rowan         | разарач               | 1.500  | 36 чворова | 4 × 130 мм             | 16      | штитио је централну групу транспортних бродова код Федале напао 2. лаку ескадру |
| USS Woolsey       | разарач               | 1.620  | 37 чворова | 4 × 130 мм             | 10      | штитио је централну групу транспортних бродова код Федале |
| USS Ludlow        | разарач               | 1.620  | 37 чворова | 4 × 130 мм             | 10      | штитио је централну групу транспортних бродова код Федале напао батерију Понт Блондин напао 2. лаку ескадру |
| USS Edison        | разарач               | 1.620  | 37 чворова | 5 × 130 мм             | 10      | штитио је централну групу транспортних бродова код Федале |
| USS Wilkes        | разарач               | 1.620  | 37 чворова | 5 × 130 мм             | 10      | штитио је централну групу транспортних бродова код Федале напао батерију код Федале напао 2. лаку ескадру |
| USS Swanson       | разарач               | 1.620  | 37 чворова | 5 × 130 мм             | 10      | штитио је централну групу транспортних бродова код Федале напао батерију код Федале напао 2. лаку ескадру |
| USS Bristol       | разарач               | 1,620  | 37 чворова | 5 × 130 мм             | 10      | штитио централну групу транспортних бродова код Федале |
| USS Boyle         | разарач               | 1,620  | 37 чворова | 4 × 130 мм             | 5       | штитио централну групу транспортних бродова код Федале |
| USS Murphy        | разарач               | 1.620  | 37 чворова | 4 × 130 мм             | 5       | штитио централну групу транспортних бродова код Федале напао батерију Понт Блондин |
| USS Tillman       | разарач               | 1.630  | 37 чворова | 4 × 130 мм             | 5       | штитио централну групу транспортних бродова код Федале |
| USS Ranger        | носач авиона          | 14.500 | 29 чворова | 8 × 130 мм             | (нема)  | обезбеђивао ПВО за централну флоту пловећи 200km од обале код Казабланке, његови бомбардери потопили Jean Bart 10. новембра 1942. након што је извучен после потапања 8. новембра 1942.                                          |
| USS Suwannee      | ескортни носач авиона | 11.400 | 18 чворова | 2 × 130 мм             | (нема)  | обезбеђивао ПВО за централну флоту пловећи 200km од обале код Казабланке |